# Anamiopteryx tuberculata
Anamiopteryx tuberculata är en bönsyrseart som beskrevs av Rehn 1920. Anamiopteryx tuberculata ingår i släktet Anamiopteryx och familjen Thespidae. Inga underarter finns listade i Catalogue of Life.